# Burton Greene
Pour les articles homonymes, voir Greene.
« Narada » Burton Greene, né le 14 juin 1937 à Chicago et mort le 28 juin 2021, est un pianiste de jazz américain. Son œuvre s'étend dans des registres très variés, du free jazz à la world music, avec un penchant toujours affirmé pour l'avant-garde et la musique expérimentale. 

## Biographie
Il commence très jeune l'étude du piano classique, de 1944 à 1957, puis le jazz de 1956 à 1958.
Greene acquiert sa notoriété dans les années 1960 sur la scène free jazz new-yorkaise, en jouant avec de nombreux musiciens de renom, notamment Alan Silva, Henry Grimes, Patty Waters  et Marion Brown. En 1963, il fonde avec Silva le Free Form Improvisation Ensemble, qui a notamment inclus Rashied Ali, Albert Ayler, Gato Barbieri, Byard Lancaster, Sam Rivers et Patty Waters. Il fait partie des membres fondateurs de la Jazz Composers Guild avec Bill Dixon. Au cours de cette période, il signe deux albums sous son propre  nom sur le label ESP-Disk.
En 1969 il voyage en Asie et en Europe, puis s'installe à Amsterdam, où il joue avec des musiciens comme Paul Bley (Improvisation For Three Pianos), Maarten Altena, Willem Breuker, John Tchicai, Willem Breuker, Han Bennink ou du percussionniste indien Ustad Zamir Ahmed Khan. Durant les années 1980, il commence à explorer la tradition klezmer dans des groupes comme Klezmokum (avec Perry Robinson) et The Klezzthetics.
En 1999, Green a également travaillé et enregistré avec Lou Grassi et Wilber Morris; en 2003 il a joué plusieurs concerts de retrouvailles avec Patty Waters à New York et au Royaume-Uni.

## Discographie choisie
- Live at Grasland
- Burton Greene Quartet
- Re-Jew-Venation
- Jew-azzic Park
- Calistrophy

## Sources
- (en) Cet article est partiellement ou en totalité issu de l’article de Wikipédia en anglais intitulé « Burton Greene » (voir la liste des auteurs).
- Philippe Carles, André Clergeat et Jean-Louis Comolli, Dictionnaire du jazz, Ed. Robert Laffont, Coll. Bouquins, Paris, 1994,  (ISBN 2-221-07822-5)